# Pasquale Padalino
Pasquale Padalino (ur. 26 lipca 1972 roku w Foggii) - były włoski piłkarz, grający na pozycji obrońcy. Obecnie pracuje jako trener w klubie SS Juve Stabia.

## Kariera zawodnicza
| Sezon     | Klub           | Liga     | Mecze | Gole |
| --------- | -------------- | -------- | ----- | ---- |
| 1988/1989 | US Foggia      | Serie C1 | 2     | 0    |
| 1989/1990 | US Foggia      | Serie B  | 20    | 0    |
| 1990/1991 | US Foggia      | Serie B  | 25    | 0    |
| 1991/1992 | US Foggia      | Serie A  | 15    | 1    |
| 1992/1993 | Bologna FC     | Serie B  | 18    | 0    |
| 1993/1994 | US Lecce       | Serie A  | 30    | 3    |
| 1994/1995 | US Foggia      | Serie A  | 28    | 0    |
| 1995/1996 | ACF Fiorentina | Serie A  | 30    | 2    |
| 1996/1997 | ACF Fiorentina | Serie A  | 21    | 2    |
| 1997/1998 | ACF Fiorentina | Serie A  | 28    | 1    |
| 1998/1999 | ACF Fiorentina | Serie A  | 28    | 3    |
| 1999/2000 | ACF Fiorentina | Serie A  | 8     | 0    |
| 2000/2001 | Bologna FC     | Serie A  | 15    | 0    |
| 2001/2002 | Inter Mediolan | Serie A  | 0     | 0    |
| 2002/2003 | Como Calcio    | Serie A  | 15    | 1    |
| 2003/2004 | Como Calcio    | Serie B  | 12    | 1    |

## Kariera trenerska
W sezonie 2005/2006 był asystentem swojego kuzyna, Giampiero Ventury, w Hellasie Werona. Od 2007 roku pełni identyczną funkcję, ale w klubie Pisa Calcio.

## Sukcesy
- 1996 Puchar Włoch (ACF Fiorentina)
- 1996 Superpuchar Włoch (ACF Fiorentina)